# Lecidea exigua
Lecidea exigua är en lavart som beskrevs av Chaub. Lecidea exigua ingår i släktet Lecidea och familjen Lecideaceae.   Inga underarter finns listade i Catalogue of Life.